# Capitular de Villis
El Capitulare de villis vel curtis imperii (o imperialibus) és una acta legislativa (un capitular) i reial decret que data de finals del segle VIII o principis del segle IX. En aquesta acta Carlemany, dirigint-se als seus villici, els governadors dels seus dominis (villae, villis), decreta un determinat nombre d'observacions i regles. El capitular no actua com un conjunt de simples recomanacions sinó com un conjunt de normes sancionadores estrictes com per exemple multes, revocacions o empresonaments.
Els capitulars tenien caràcter d'aplicació imperial, és a dir, les normes, decrets i regles que contenien s'havien d'aplicar a tot l'imperi. La correcta aplicació dels capitulars era controlada in situ pel missi dominici ("els enviats del senyor").
El nom de "capitular" ve de la seva divisió en capítols. Els capitulars s'elaboraven a les assemblees generals de l'imperi carolingi, en les quals es tractaven temes i qüestions que afectaven a l'imperi.

## Alcuí de York, possible autor
L'autor i la data del capitular, l'únic exemplar existent del qual es conserva a la Biblioteca de Wolfenbüttel a Alemanya, són desconeguts com sol passar freqüentment en el cas dels manuscrits carolingis.
El text es compòn d'unes 40 pàgines i és clar que no va poder ser redactat exclusivament en tota la seva extensió per Carlemany, però reflecteix la seva voluntat política, econòmica i cultural. Es creu que l'autoria recau en un equip complet, és a dir que es tractaria d'una obra col·lectiva (una de les primeres) segurament creada en l'assemblea general. Malgrat tot, alguns autors pensen que l'emperador hauria pogut participar en alguns articles.
Però si s'intenta assignar una única autoria a aquest famós capitular s'ha d'assenyalar els erudits, els científics més importants de l'època els quals eren sens dubtes els monjos. Segons els especialistes de la qüestió, seria, en la seva majoria, l'obra d'un gran escriba i intel·lectual de l'època que actualment es creu que es tractaria d'Alcuí de York.

## Contingut
Aquest capitular és conegut generalment pels seus capítols (articles) 43, 62 però sobretot pel 70, el qual conté la llista d'un centenar de plantes, arbres, arbustos o simples herbes que s'ordena que siguin cultivades als jardins reials. Per aquesta llarga resolució de 120 articles (els famosos capitulae), Carlemany va intentar reformar completament l'agricultura i l'administració dels seus immensos dominis, els quals s'estenien des d'Alemanya fins Espanya. De fet, numerosos historiadors parlen d'una "revolució agrícola" durant l'imperi carolingi que, gràcies a una sèrie d'innovacions agrícoles, van augmentar la productivitat i el rendiment de la terra. En conseqüència va començar a acumular-se excedent i aquest va permetre una auge del comerç i de les ciutats.
Fora d'aquests articles, el capitular descriu i s'interessa per moltes activitats com els oficis, els teixits, la caça, la carnisseria, la medicina, la botànica, l'agricultura, l'alimentació... També se centra en l'autoritat atribuïda a la reina, l'ensenyament, la creació d'escoles...

### Article 70
Als capítols 43, 62 però sobretot al 70 hi ha una llarga enumeració de 94 plantes (73 herbes, 16 arbres fruiters, 5 plantes tèxtils i tintoreres) no sempre fàcils de precisar. Eren les que els dominis reials volien cultivar. Es donen indicacions precises sobre els fruits i verdures cultivats a l'època en països com França.
| Nr. | Nom en llatí en el Capitulare | Nom científic (i família)                                                   | Denominació catalana     |
| --- | ----------------------------- | --------------------------------------------------------------------------- | ------------------------ |
| 1a  | lilium                        | Iris germanica L. (Iridaceae)                                               | Lliri                    |
| 1b  | lilium                        | Lilium candidum L. (Liliaceae)                                              | assutzena, lliri blanc   |
| 2   | rosas                         | Rosa canina L. (Rosaceae)                                                   | Rosa silvestre           |
| 3   | fenigrecum                    | Trigonella foenum-graecum L. (Fabaceae)                                     | Fenigrec                 |
| 4a  | costum                        | Saussurea costus (Falc.) Lipschitz (Asteraceae)                             |                          |
| 4b  | costum                        | Tanacetum balsamita L. (Asteraceae)                                         |                          |
| 5   | salviam                       | Salvia officinalis L. (Lamiaceae)                                           | Sàlvia                   |
| 6   | rutam                         | Ruta graveolens L. (Rutaceae)                                               | Ruda                     |
| 7   | abrotanum                     | Artemisia abrotanum L. (Asteraceae)                                         | Abròtan                  |
| 8   | cucumeres                     | Cucumis sativus L. (Cucurbitaceae)                                          | Cogombre                 |
| 9   | pepones                       | Cucumis melo L. (Cucurbitaceae)                                             | Meló                     |
| 10  | cucurbitas                    | Cucurbita lagenaria L. = Lagenaria siceraria (Mol.) Standl. (Cucurbitaceae) | Carbassa                 |
| 11a | fasiolum                      | Vigna unguiculata (L.) Walp. (Fabaceae)                                     | fesolí                   |
| 11b | fasiolum                      | Dolichos lablab L. (Fabaceae) = D. purpureus (L.) Sweet                     | mongeta egípcia          |
| 12  | ciminum                       | Cuminum cyminum L. (Apiaceae)                                               | Comí                     |
| 13  | ros marinum                   | Rosmarinus officinalis L. (Lamiaceae)                                       | Romaní                   |
| 14  | careium                       | Carum carvi L. (Apiaceae)                                                   | Alcaravea                |
| 15  | cicerum italicum              | Cicer arietinum L. (Fabaceae)                                               | Cigró                    |
| 16  | squillam                      | Urginea maritima (L.) Baker (Hyacinthaceae)                                 | Ceba marina              |
| 17  | gladiolum                     | Gladiolus italicus Mill. (Iridaceae)                                        | Gladiol                  |
| 18a | dragantea                     | Polygonum bistorta L. (Polygonaceae)                                        | Bistorta                 |
| 18b | dragantea                     | Artemisia dracunculus L. (Asteraceae)                                       | Estragó                  |
| 19  | anesum                        | Pimpinella anisum L. (Apiaceae)                                             | Anís                     |
| 20a | coloquentidas                 | Citrullus colocynthis (L.) Schrad. (Cucurbitaceae)                          | Coloquinta               |
| 20b | coloquentidas                 | Bryonia alba L. (Cucurbitaceae)                                             | Bryonia                  |
| 21a | solsequiam                    | Heliotropium europaeum L. (Boraginaceae)                                    | Cua d'escorpí            |
| 21b | solsequiam                    | Calendula officinalis L. (Asteraceae)                                       | Boixac de jardí          |
| 21c | solsequiam                    | Cichorium intybus (Asteraceae)                                              | xicoria                  |
| 22a | ameum                         | Ammi copticum L. = Trachyspermum ammi (L.) Sprague (Apiaceae)               | bisnaga                  |
| 22b | ameum                         | Meum athamanticum Jacq. (Apiaceae)                                          | Meu                      |
| 23  | silum                         | Laserpitium siler L. (Apiaceae)                                             | Laserpitium              |
| 24a | lactucas                      | Lactuca sativa L. (Asteraceae)                                              | enciam                   |
| 24b | lactucas                      | Lactuca virosa L. (Asteraceae)                                              | enciam de bosc           |
| 25  | git                           | Nigella sativa L. (Ranunculaceae)                                           | pebreta                  |
| 26  | eruca alba                    | Eruca sativa Mill. (Brassicaceae)                                           | Ruca                     |
| 27  | nasturtium                    | Nasturtium officinale R.Br. (Brassicaceae)                                  | creixen                  |
| 28  | parduna                       | Arctium lappa L. (Asteraceae)                                               | repalassa                |
| 29  | puledium                      | Mentha pulegium L. (Lamiaceae)                                              | Poliol                   |
| 30a | olisatum                      | Angelica archangelica L. (Apiaceae)                                         | Herba de l'Esperit Sant  |
| 30b | olisatum                      | Smyrnium olusatrum L. (Apiaceae)                                            | Aleixandri               |
| 31  | petresilinum                  | Petroselinum crispum (Mill.) Nym. ex A.W.Hill (Apiaceae)                    | Julivert                 |
| 32  | apium                         | Apium graveolens L. (Apiaceae)                                              | Api                      |
| 33a | levisticum                    | Ligusticum mutellina (L.) Crantz (Apiaceae)                                 |                          |
| 33b | levisticum                    | Levisticum officinale W.D.J.Koch (Apiaceae)                                 | api bord                 |
| 34  | savinam                       | Juniperus sabina L. (Cupressaceae)                                          | Savina muntanyenca       |
| 35  | anetum                        | Anethum graveolens L. (Apiaceae)                                            | anet                     |
| 36  | fenicolum                     | Foeniculum vulgare Mill. (Apiaceae)                                         | fonoll                   |
| 37  | intubas                       | Cichorium intybus L. (Asteraceae)                                           | xicoira                  |
| 38  | diptamnum                     | Dictamnus albus L. (Rutaceae)                                               | lletimó                  |
| 39  | sinape                        | Sinapis alba L. (Brassicaceae)                                              | mostassa blanca          |
| 40  | satureiam                     | Satureja hortensis L. (Lamiaceae)                                           | sajolida de jarí         |
| 41  | sisimbrium                    | Mentha aquatica L. (Lamiaceae)                                              | Herba-sana d’aigua       |
| 42  | mentam                        | Mentha spicata L. (Lamiaceae)                                               | Mentha spicata           |
| 43  | mentastrum                    | Mentha longifolia L. (Lamiaceae)                                            | Menta boscana            |
| 44  | tanazitam                     | Tanacetum vulgare L. (Asteraceae)                                           | Tanarida                 |
| 45  | neptam                        | Nepeta cataria L. (Lamiaceae)                                               | Herba gatera             |
| 46a | febrefugiam                   | Centaurium erythraea Rafn (Gentianaceae)                                    | Herba de Santa Margarida |
| 46b | febrefugiam                   | Tanacetum parthenium (L.) Schultz Bip. (Asteraceae)                         | Segura                   |
| 47  | papaver                       | Papaver somniferum L. (Papaveraceae)                                        | Cascall                  |
| 48  | betas                         | Beta vulgaris L. ssp. vulgaris convar. cicla (L.) Alef (Chenopodiaceae)     | bleda-rave, remolatxa    |
| 49  | vulgigina                     | Asarum europaeum L. (Aristolochiaceae)                                      | Atzarí Á                 |
|     | mismalvas                     |                                                                             | Malves                   |
| 50  | altaea                        | Althaea officinalis L. (Malvaceae)                                          | Malví                    |
| 51  | malvas                        | Malva sylvestris L. (Malvaceae)                                             | Malva major              |
| 52  | carvitas                      | Daucus carota L. (Apiaceae)                                                 | Pastanaga                |
| 53  | pastenacas                    | Pastinaca sativa L. (Apiaceae)                                              | xirivia                  |
| 54  | adripias                      | Atriplex hortensis L. (Chenopodiaceae)                                      | Armoll                   |
| 55  | blidas                        | Amaranthus blitum L. (Chenopodiaceae)                                       | Amarant                  |
| 56a | ravacaulos                    | Brassica rapa L. emend. Metzg. ssp. rapa (Brassicaceae)                     | Nap salvatge             |
| 56b | ravacaulos                    | Brassica oleracea var. gongylodes L. (Brassicaceae)                         | Col                      |
| 57  | caulos                        | Brassica oleracea L. (Brassicaceae)                                         | Col                      |
| 58a | uniones                       | Allium fistulosum L. (Alliaceae)                                            | ceba d'hivern            |
| 58b | uniones                       | Allium ursinum L. (Alliaceae)                                               | all bord                 |
| 59  | britlas                       | Allium schoenoprasum L. (Alliaceae)                                         | Cebollí                  |
| 60  | porros                        | Allium porrum L. (Alliaceae)                                                | porro                    |
| 61  | radices                       | Raphanus sativus L. var. niger (Brassicaceae)                               | Rave                     |
| 62  | ascalonias                    | Allium cepa L. var. ascalonicum (Alliaceae)                                 | Ceba                     |
| 63  | cepas                         | Allium cepa L. var cepa (Alliaceae)                                         | Ceba                     |
| 64  | alia                          | Allium sativum L. (Alliaceae)                                               | All                      |
| 65  | warentiam                     | Rubia tinctorum L. (Rubiaceae)                                              | Roja                     |
| 66a | cardones                      | Dipsacus sativus (L.) Scholl. (Dipsacaceae)                                 | Card                     |
| 66b | cardones                      | Cynara cardunculus L. (Asteraceae)                                          | Herbacol                 |
| 67  | fabas maiores                 | Vicia faba L. (Fabaceae)                                                    | fava                     |
| 68  | pisos Mauriscos               | Pisum sativum L. (Fabaceae)                                                 | Pèsol                    |
| 69  | coriandrum                    | Coriandrum sativum L. (Apiaceae)                                            | Coriandre                |
| 70  | cerfolium                     | Anthriscus cerefolium (L.) Hoffm. (Apiaceae)                                | Cerfull                  |
| 71  | lacteridas                    | Euphorbia lathyris L. (Euphorbiaceae)                                       | cagamuja                 |
| 72  | sclareiam                     | Salvia sclarea L. (Lamiaceae)                                               | sàlvia romana            |
| 73  | Jovis barbam                  | Sempervivum tectorum L. (Crassulaceae)                                      | Matafoc comú             |

| Nr. | Nom en llatí en el Capitular | Nom científic (família)                         | Nom català                     |
| --- | ---------------------------- | ----------------------------------------------- | ------------------------------ |
| 74a | pomarios                     | div. espècies Malus domestica Borkh. (Rosaceae) | Pomer                          |
| 74b | pomarios                     | Citrus aurantium L. (Rutaceae)                  | Taronja amarga                 |
| 76  | prunarios                    | Prunus domestica L. (Rosaceae)                  | Cirerer                        |
| 77  | sorbarios                    | Sorbus domestica Borkh. (Rosaceae)              | Sorbus                         |
| 78  | mespilarios                  | Mespilus germanica L. (Rosaceae)                | Nespler                        |
| 79  | castanarios                  | Castanea sativa Mill. (Fagaceae)                | Castanyer                      |
| 80  | persicarios                  | Prunus persica (L.) Batsch (Rosaceae)           | Presseguer                     |
| 81  | cotoniarios                  | Cydonia oblonga Mill. (Rosaceae)                | Codonyer                       |
| 82  | avellanarios                 | Corylus avellana L. (Betulaceae)                | Avellaner                      |
| 83  | amandalarios                 | Prunus dulcis (Mill.) D.A.Webb (Rosaceae)       | Ametller                       |
| 84  | morarios                     | Morus nigra L. (Moraceae)                       | Morera                         |
| 85  | lauros                       | Laurus nobilis L. (Lauraceae)                   | Llorer                         |
| 86  | pinos                        | Pinus pinea L. (Pinaceae)                       | Pins                           |
| 87  | ficus                        | Ficus carica L. (Moraceae)                      | Figuera                        |
| 88  | nucarios                     | Juglans regia L. (Juglandaceae)                 | Noguera                        |
| 89a | ceresarios                   | Prunus avium L. (Rosaceae)                      | Cirerer dolç                   |
| 89b | ceresarios                   | Prunus cerasus L. (Rosaceae)                    | Cirerer àcid                   |
| 90  | malorum nomina               | Especie de Manzano                              | Espècie de pomer               |
| a   | gozmaringa                   |                                                 | "Gosmaringa" (espècie de poma) |
| b   | geroldinga                   |                                                 | "Geroldinga" (espècie de poma) |
| c   | crevedella                   |                                                 | "Crevedella" (espècie de poma) |
| d   | sperauca                     |                                                 | "Esperauca" (espècie de poma)  |